# Atherigona tricolorifolia
Atherigona tricolorifolia är en tvåvingeart som beskrevs av Fan och Liu 1982. Atherigona tricolorifolia ingår i släktet Atherigona och familjen husflugor. Inga underarter finns listade i Catalogue of Life.